# Championnats du monde de karaté juniors et cadets 2001
Les championnats du monde de karaté juniors et cadets 2001 ont eu lieu en 2001 à Athènes, en Grèce. Il s'agissait de la deuxième édition des championnats du monde de karaté juniors et cadets.

## Résultats

### Cadets

#### Kata
| Rang | Pays      | Karatéka        |
| ---- | --------- | --------------- |
| 1    | Espagne   | V. Marcos Nieto |
| 2    | Venezuela | J. Munoz        |
| 3    | France    | J. Dupont       |
| 3    | Australie | T. Jovanovic    |

| Rang | Pays      | Karatéka         |
| ---- | --------- | ---------------- |
| 1    | Mexique   | R. Muro          |
| 2    | Slovaquie | E. Hrusecka      |
| 3    | Espagne   | M. Ruiz Granados |
| 3    | France    | K. Voltat        |

#### Kumite
| Rang | Pays       | Karatéka         |
| ---- | ---------- | ---------------- |
| 1    | Turquie    | S. Aktas         |
| 2    | Australie  | S. Bell          |
| 3    | Angleterre | A. Mc Laughlin   |
| 3    | Pays-Bas   | Timothy Petersen |

| Rang | Pays        | Karatéka     |
| ---- | ----------- | ------------ |
| 1    | Espagne     | J. Bujalance |
| 2    | Koweït      | A. Al Otaibi |
| 3    | Yougoslavie | M. Petrovic  |
| 3    | Venezuela   | R. Rodriguez |

| Rang | Pays    | Karatéka                |
| ---- | ------- | ----------------------- |
| 1    | Italie  | D. Teodoro              |
| 2    | Iran    | M. Mohammadi            |
| 3    | Espagne | César Castaño Fernández |
| 3    | Turquie | I. Demir                |

| Rang | Pays     | Karatéka            |
| ---- | -------- | ------------------- |
| 1    | France   | Cédric Siousaran    |
| 2    | Bulgarie | Y. Kondov           |
| 3    | Espagne  | M. Carcedo Gonzalez |
| 3    | Belgique | G. Hauwen           |

| Rang | Pays           | Karatéka    |
| ---- | -------------- | ----------- |
| 1    | France         | O. Araminte |
| 2    | Croatie        | K. Trojnar  |
| 3    | Afrique du Sud | D. Harris   |
| 3    | Biélorussie    | D. Hrachou  |

| Rang | Pays              | Karatéka     |
| ---- | ----------------- | ------------ |
| 1    | Biélorussie       | V. Puchkou   |
| 2    | Italie            | V. Durante   |
| 3    | Macédoine du Nord | G. Mitrovski |
| 3    | Angleterre        | J. Mongan    |

### Juniors

#### Épreuves individuelles

##### Kata
| Rang | Pays      | Karatéka         |
| ---- | --------- | ---------------- |
| 1    | Italie    | L. Brancaleon    |
| 2    | Venezuela | R. Cepeda        |
| 3    | Mexique   | J. Andrade Munoz |
| 3    | France    | A. Neghliz       |

| Rang | Pays      | Karatéka      |
| ---- | --------- | ------------- |
| 1    | France    | Sabrina Buil  |
| 2    | Venezuela | S. Riera      |
| 3    | Autriche  | T. Diendorfer |
| 3    | Italie    | S. Mazzoleni  |

##### Kumite

###### Kumitemasculin
| Rang | Pays    | Karatéka        |
| ---- | ------- | --------------- |
| 1    | Égypte  | Hossein Rouhani |
| 2    | Grèce   | K. Pappas       |
| 3    | Algérie | M. Ammar Kodja  |
| 3    | France  | D. Dona         |

| Rang | Pays      | Karatéka    |
| ---- | --------- | ----------- |
| 1    | Hongrie   | Adam Kovács |
| 2    | Allemagne | C. Gruener  |
| 3    | Bulgarie  | I. Despotov |
| 3    | Turquie   | E. Ozsoy    |

| Rang | Pays      | Karatéka   |
| ---- | --------- | ---------- |
| 1    | France    | J. Aubery  |
| 2    | Venezuela | S. Sanchez |
| 3    | Estonie   | D. Teplohh |
| 3    | Bulgarie  | V. Vassev  |

| Rang | Pays        | Karatéka    |
| ---- | ----------- | ----------- |
| 1    | France      | L. Capla    |
| 2    | Yougoslavie | M. Zivkovic |
| 3    | Espagne     | R. Ramos    |
| 3    | Allemagne   | F. Schmidt  |

| Rang | Pays       | Karatéka         |
| ---- | ---------- | ---------------- |
| 1    | Angleterre | D. Pack          |
| 2    | Grèce      | Y. Karamollaoglu |
| 3    | Slovaquie  | M. Kadlecik      |
| 3    | Allemagne  | T. Milner        |

| Rang | Pays              | Karatéka           |
| ---- | ----------------- | ------------------ |
| 1    | France            | H. Mesbah          |
| 2    | Italie            | Stefano Maniscalco |
| 3    | Macédoine du Nord | S. Arsovski        |
| 3    | Koweït            | A. Jumah           |

###### Kumiteféminin
| Rang | Pays      | Karatéka            |
| ---- | --------- | ------------------- |
| 1    | Égypte    | Heba Aly Salaheldin |
| 2    | Tunisie   | Haïfa Jemili        |
| 3    | Autriche  | S. Anderl           |
| 3    | Venezuela | Q. Oliveros         |

| Rang | Pays             | Karatéka        |
| ---- | ---------------- | --------------- |
| 1    | Espagne          | L. Zamora Munoz |
| 2    | Nouvelle-Zélande | K. Paige        |
| 3    | Ouzbékistan      | S. Kaspulatova  |
| 3    | Allemagne        | K. Poenisch     |

| Rang | Pays               | Karatéka       |
| ---- | ------------------ | -------------- |
| 1    | Angleterre         | K. Lowe        |
| 2    | Bosnie-Herzégovine | M. Softic      |
| 3    | Allemagne          | M. Brake       |
| 3    | Pays-Bas           | Vanesca Nortan |

#### Épreuves par équipes

##### Kata
| Rang | Pays    | Karatékas                                  |
| ---- | ------- | ------------------------------------------ |
| 1    | France  | Jessica Buil, Sabrina Buil et Latifa Ditoo |
| 2    | Italie  |                                            |
| 3    | Espagne |                                            |
| 3    | Grèce   |                                            |

| Rang | Pays    |
| ---- | ------- |
| 1    | France  |
| 2    | Espagne |
| 3    | Croatie |
| 3    | Italie  |

##### Kumite
| Rang | Pays        |
| ---- | ----------- |
| 1    | Turquie     |
| 2    | Iran        |
| 3    | Azerbaïdjan |
| 3    | Croatie     |